# Туризм в Зимбабве

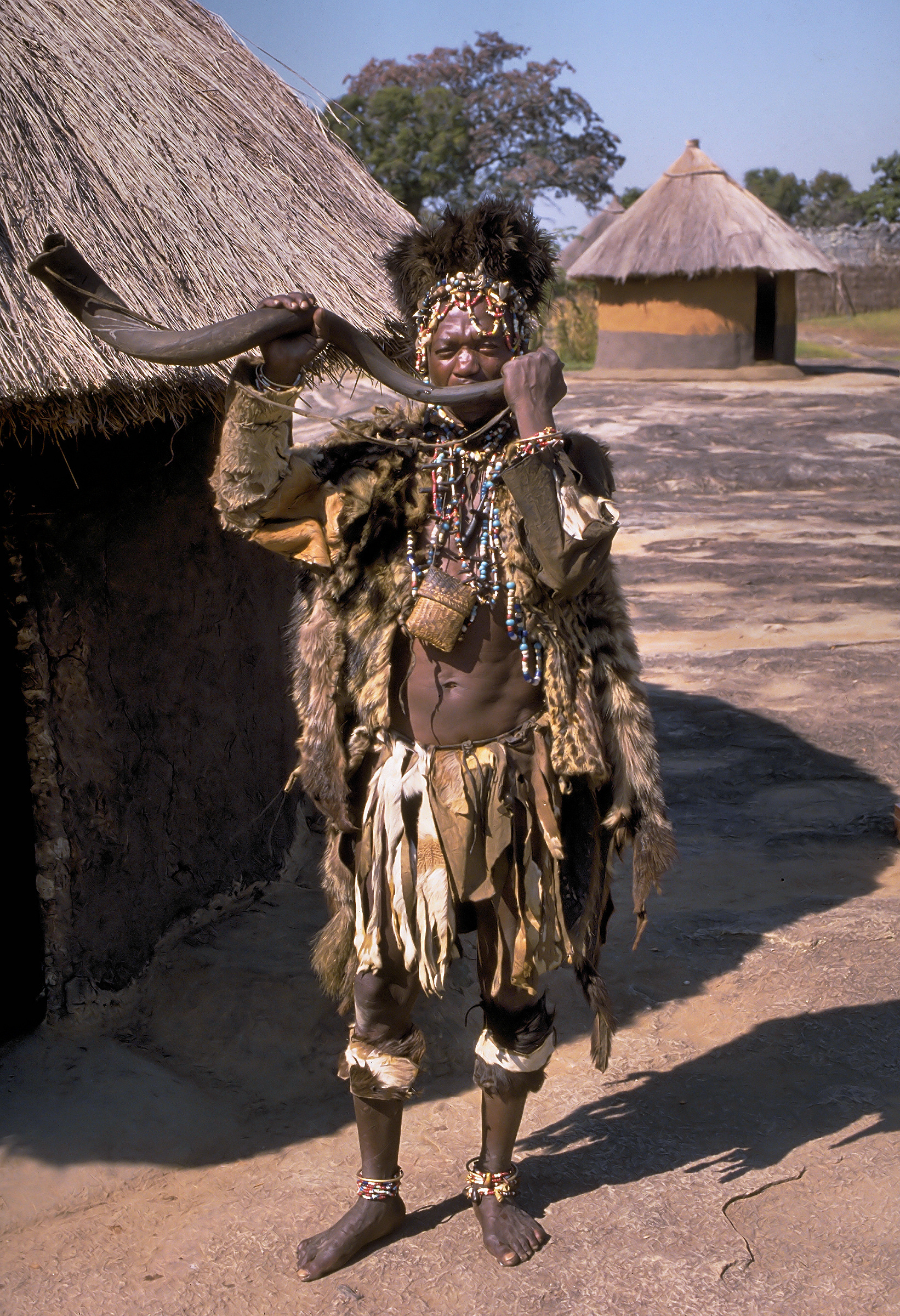
Представитель племени шона.

В 2013 количество туристических посещений Зимбабве достигло 1,8 миллиона человек, что сделало страну одной из самых популярных стран Африки для туризма. Однако ситуация ухудшается из-за слабой инфраструктуры, высокого распространения инфекционных болезней, и тоталитарного политического строя.

## Достопримечательности Зимбабве

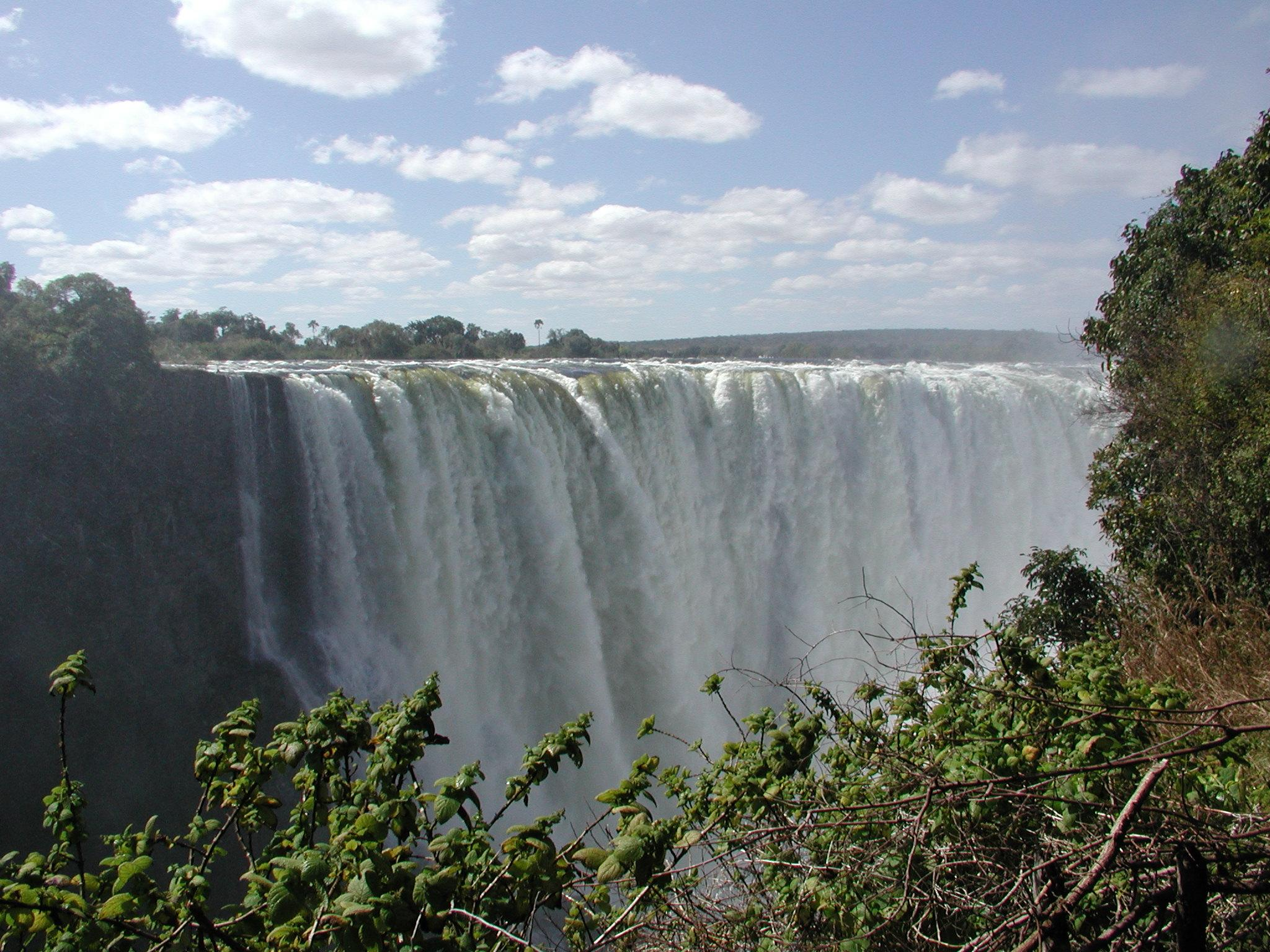
Водопад Виктория

Высокой популярностью пользуется водопад Виктория, лежащий на реке Замбези. В Зимбабве сохранились монументальные каменные сооружения Мономотапа, крупного доколониального государства, в южной части которого находятся руины «Великого Зимбабве».Туристов привлекает богатая фауна страны которая представлена в национальных парках: Виктория-Фолс, Хванге, Матопо.

## Преимущества и недостатки туризма в Зимбабве
Преимущества:
- Богатая природа и фауна.
- Относительно простой визовый режим для посетителей из стран СНГ
- Хорошая экологическая обстановка
- Многих туристов привлекает бедность Зимбабве и её народа.
- Возможность посетить селения слабо цивилизованных племен и народов.
- Невысокая стоимость проживания и продуктов в стране.

Недостатки:
- Недостаток бензина внутри страны, что делает передвижение несколько проблематичным.
- Географически обусловленная удаленность от развитых стран, что делает путь дорогостоящим для туристов из этого региона.
- Расистские настроения внутри страны.
- Сложная политическая ситуация внутри страны.
- Высокое распространение СПИДа и холеры.
- Высокий уровень коррупции и частое бездействие полиции.
- Экономическая нестабильность.